# Варвара (Пазарджикская область)
Варвара (болг. Варвара) — село в Болгарии. Находится в Пазарджикской области, входит в общину Септември. Население составляет 2147 человек.

## Политическая ситуация
В местном кметстве Варвара, в состав которого входит Варвара, должность кмета (старосты) исполняет Георги Лазаров Пенев (независимый) по результатам выборов 2007 года правления кметства.
Кмет (мэр) общины Септември — Томи Спасов Стойчев (независимый), по результатам выборов 2007 года в правление общины.